# Щербань, Александр Назарьевич
Алекса́ндр Наза́рович Ще́рбань (1906—1992) — украинский советский учёный в области рудничной вентиляции и рудничной термодинамики, доктор технических наук, профессор, академик Академии наук Украинской ССР.

## Биография
Родился 2 марта 1908 года в селе Диканька Полтавской губернии в бедной семье.
В 1922 году начал трудовую деятельность рабочим (коногоном) на шахтах «София» и № 29 в г. Макеевка Донецкой области.
Член партии с 1927 года.
В 1933 году окончил Днепропетровский горный институт.
До 1941 года работал в тресте «Доншахтопроект» (г. Днепропетровск), пройдя путь от инженера-проектировщика до руководителя трестом. Занимался проектированием угольных шахт. Внёс большой вклад в розвитие Донбасса, перевооружения угольных шахт и резкого увеличения добычи угля за счёт внедрения передовых технологий. В этот же период стал уделять большое внимание вопросам безопасности работ в шахтах, прежде всего проблемам прогноза и регулирования теплового режима и управления рудничной атмосферой.
С 1941 по 1945 год, во время Великой Отечественной войны, служил в рядах Советской армии, принимал участие в боях с немецко-фашистскими захватчиками.
С 1945 года работал в Академии наук Украинской ССР, где руководил сектором горной теплофизики Института технической теплофизики АН УССР. Создал ряд новых направлений горной теплофизики и газометрии, имеющих большое научное и практическое значение для обеспечения безопасного и эффективного ведения подземных горных работ в условиях повышенных температур и высокого газовыделения.
С 1946 по 1953 год — заместитель директора Института горного дела Академии Наук Украинской ССР.
С 1953 по 1957 год — Главный учёный секретарь Президиума Академии Наук Украинской ССР.
В 1957-1961 годах — вице-президент Академии Наук УССР.
Одновременно с 1958 года — заведующий отделом Института теплоэнергетики (ныне — Институт технической теплофизики) Академии Наук УССР.
С 1961 по 1965 год — заместитель председателя Совета Министров УССР и председатель Государственного комитета Совета Министров УССР по координации научно-исследовательских работ.
С 1977 года — председатель Международного бюро по горной теплофизике.

## Научный вклад
Один из основоположников нового направления горной науки — рудничной термодинамики.
Создатель первого отечественного прибора для автоматического контроля концентрации метана в рудничной атмосфере угольных шахт.
Совместно с учениками, одним из первых провёл исследования газопроницаемости угля, важные для разработки эффективных мер борьбы с внезапными выбросами угля и газа в шахтах.
Внёс большой вклад в исследование возможностей промышленного использования естественного тепла Земли.
Под руководством А. Н. Щербаня подготовлено более 30 докторов и кандидатов технических наук.

## Награды и премии
Награждён 5 орденами и 6 медалями СССР.
Лауреат Государственной премии СССР в области науки и техники (1969) - за разработку и внедрение системы охлаждения рудничного воздуха для отработки глубокого жильного месторождения Нидершлема Альберода.
Заслуженный деятель науки и техники Украинской ССР.
Лауреат Премии имени академика А. А. Скочинского (1982)

## Основные труды
- Щербань А. Н. Исследование атмосферных условий в шахтах Донбасса. — Киев, 1950.
- Щербань А. Н. Основы теории и методы тепловых расчетов рудничного воздуха. — М.-Х. : 1953
- Щербань А. Н., Фурман Н. И. Обнаружение и контроль метана в шахтах и промышленных зданиях — Киев : 1955.
- Щербань А. Н., Ягельский А. Н. Кондиционирование рудничного воздуха, М., 1956.
- Щербань А. Н., Кремнев О. А. Научные основы расчета и регулирования теплового режима глубоких шахт. — Киев : АН УССР, 1960.